# Великі кургани Уппсали
Великі кургани Уппсали або #Королівські кургани (давньоскан. Uppsala Haugr.давньоскан. Uppsala Haugr Uppsala Haugr, швед. Kungshögarna Kungshögarna) — це комплекс курганів (біля 800) на південний захід від Старої Уппсали (Швеція). Поховання належать племені свеїв.

## Будова
Згідно давньоскандинавській традиції померлого конунга разом з його зброєю і майном, спалювали на багатті, щоб всепоглинальна сила багаття допомогла йому перенестися в Вальхаллу.
Сноррі Стурлусон в своїй праці «Коло земної» пов'язував появу цього звичаю з ім'ям Одіна:
|  | Одін ... постановив, що всіх померлих треба спалювати на багатті разом з їхнім майном. Він сказав, що кожен повинен прийти в Вальхаллу з тим добром, яке було з ним на багатті, і користуватися тим, що він сам закопав у землю. А попіл треба кидати в море або заривати в землю, а в пам'ять про славних людей треба насипати курган, а за всіма стоїть людям треба ставити надгробний камінь. ... Люди вірили тоді, що, чим вище дим від похоронного багаття піднімається в повітря, тим вище в небі буде той, хто спалюється, і він буде тим багатший там, чим більше добра згорить з ним. |

—  Сага про Інглінгів, Круг Земний.
Температура багаття могла досягати 1500 °C. Попелище, що залишалось послідовно накривали камінням, шаром гравію і піску і нарешті тонким шаром дерну.

## Три кургани

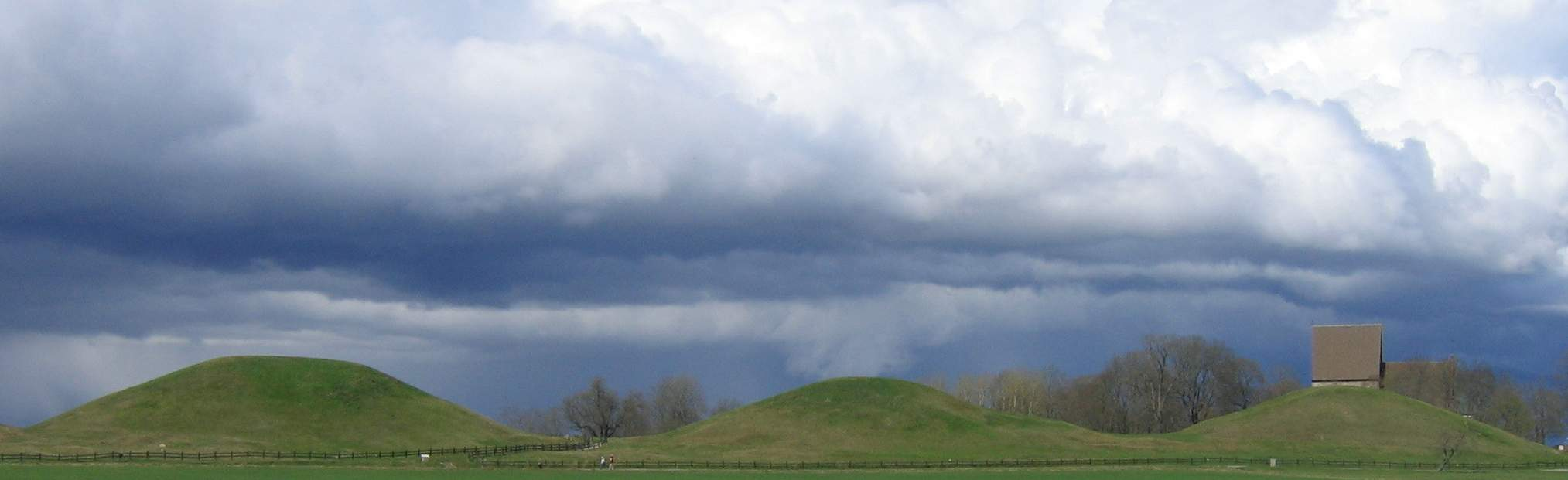
Три «Королівські кургани» в Старій Уппсалі

Центральним елементом об'єкта є «королівські кургани» — три найбільших кургани. Вони датуються V — VI століттям і є найдавнішим символом Швеції.
Згідно з древніми міфами і фольклору в трьох найбільших курганах лежать три найважливіших в скандинавській міфології аса: Тор, Одін і Фрейр. У XIX—XX ст. існувала думка, що в них поховані останки легендарних конунгів свеїв VI століття з династії Інглінгів — Аун Старий, Егіл і Адільс, і кургани носили, відповідно, назви: Курган Ауна, Курган Егіль і Курган Адільса. Сьогодні їх назва визначається географічно, відповідно: Східний курган, Західний курган і Середній курган.

### Східний курган
У 1830-х роках деякі вчені висловили припущення, що кургани є природними утвореннями. Цей погляд не могли прийняти у королівському домі Швеції, і майбутній король Карл XV вирішив покласти край подібним дискусіям, почавши розкопки. Розкопки доручили генеральному директору національних архівів Брор Еілю Хільдебранду.
У 1846 розкопки почалися на дев'ятиметровому східному кургані. Вони тривали до 1847 року. Тридцятип'ятиметровий тунель був виритий в каірне, де були знайдені глиняний горщик з обвугленими кістками і залишки обвуглених підношень навколо нього.
Серед іншого в східному кургані були знайдені численні фрагменти бронзових панелей з танцюючими воїнами зі списом, ймовірно, вони прикрашали шолом Вендельського періоду, типового для Уппланду (єдиним аналогом якого є шолом з Саттон-Ху). Також було знайдено золото, ймовірно, що прикрашало скрамасакс або пояс. Також в підношення були кілька скляних кубків, хнефатафл, гребінь і брусок. Одяг померлого був виготовлений із дорогих франкських тканин, для прикраси франкського меча і пояса використовувалися золото і гранати.
Більшість вчених погодилися, що курган належить жінці або молодому чоловікові і жінці, але оскільки Хільдебранд перепоховав більшість з останків, цю неоднозначність можуть дозволити тільки повторні розкопки. Безперечним є лише, що курган належить члену королівської сім'ї.

### Західний курган

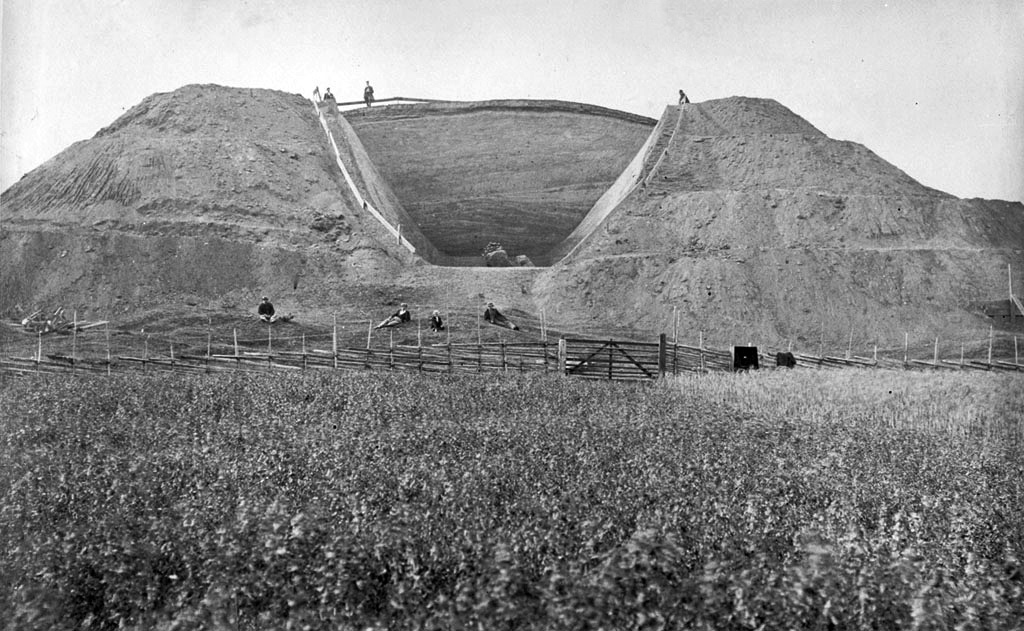
Розкопки 1874 року.

З 1873 по 1874 рік Хільдебранд проводив розкопки 12-метрового західного кургану, вирив величезну шахту прямо посередині каірна. Під шаром каменів також були виявлені обвуглені останки похоронного багаття.
У західному кургані було виявлено останки чоловіка і тварин (ймовірно для їжі під час подорожі), а також військове спорядження. Розкішне зброю та інші предмети, як місцевого, так і імпортного виробництва, свідчать про впливовість померлого. Господар кургану був одягнений в дорогий одяг з франкських тканин із золотою ниткою і оперезаний поясом з розкішною пряжкою. Знахідки в кургані містили франкський меч прикрашений золотом і гранатами, настільну гру з римським залізними пішаками та чотири камеї з середнього сходу (ймовірно частини шкатулки). Ці знахідки свідчать про великі торговельні зв'язки населення Уппланду VI століття.

## Галерея

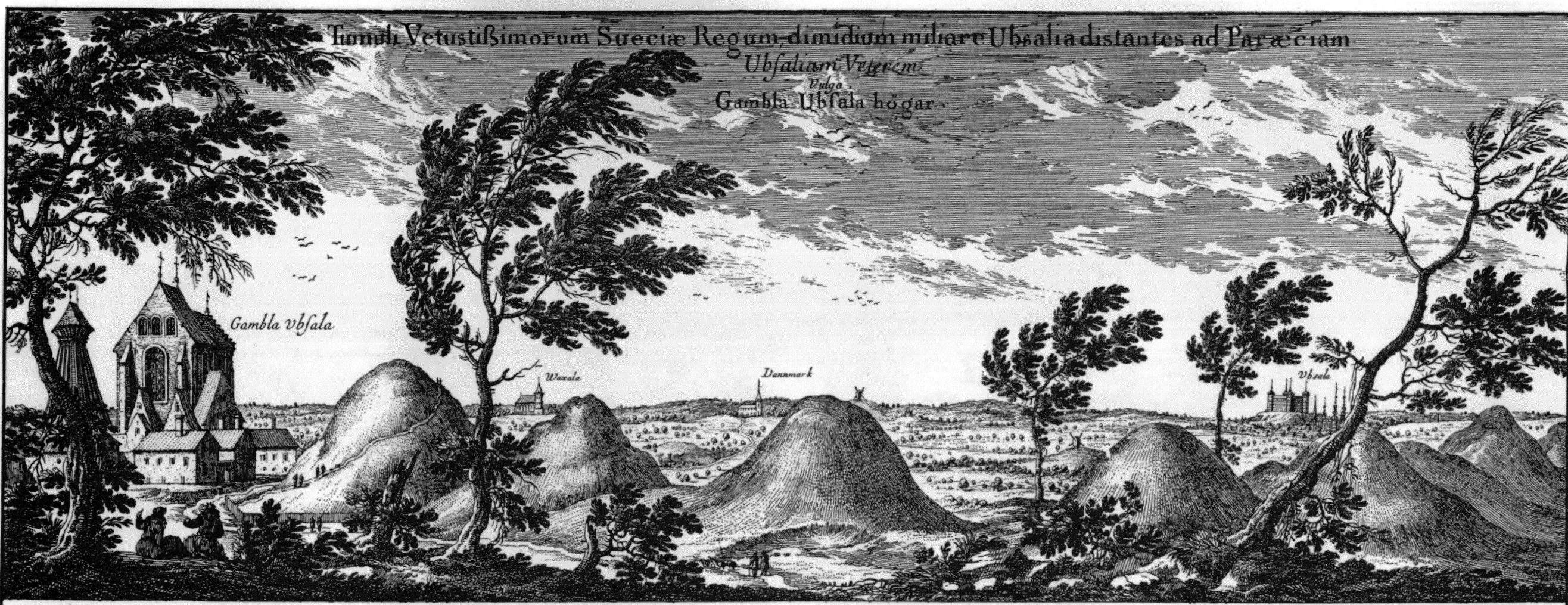
Королівські кургани з трактату Suecia Antiqua et Hodierna (~1700 рік).
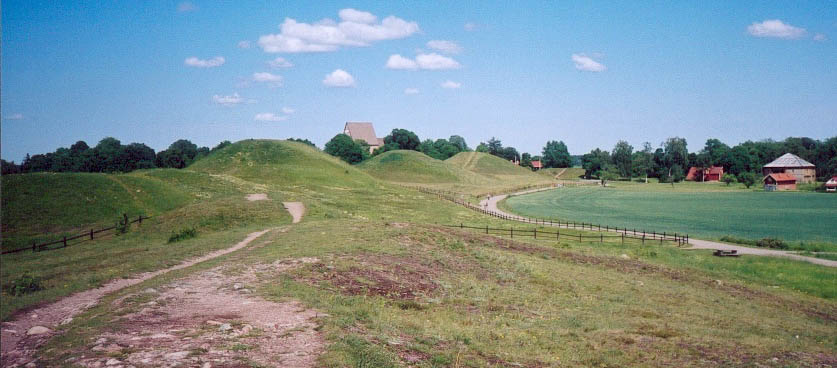
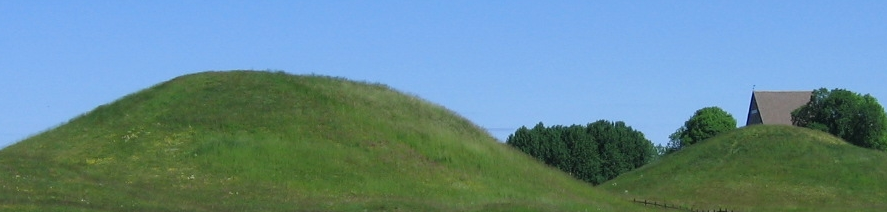
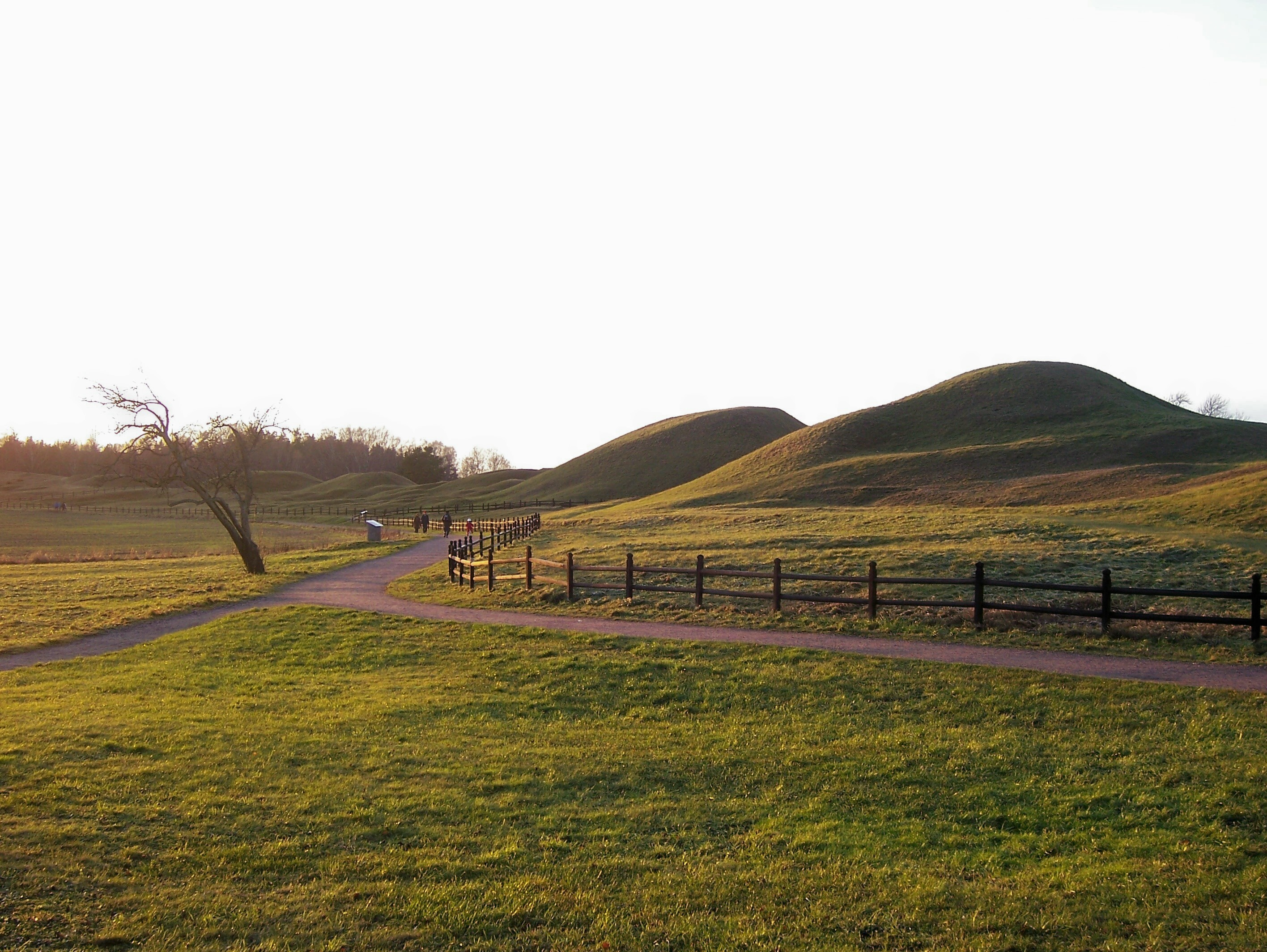
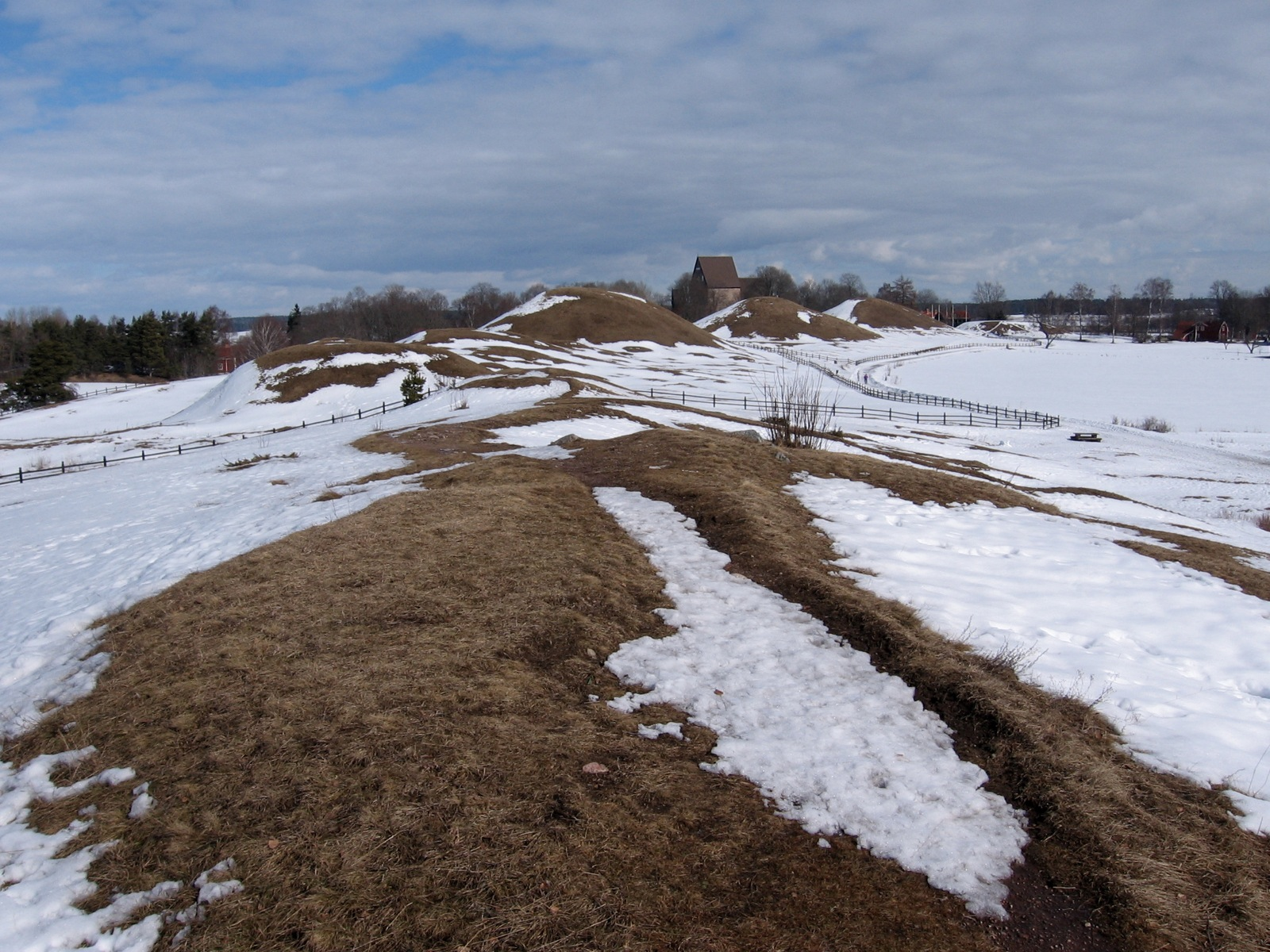